# ボグダーン・アーダーム
ボグダーン・アーダーム（Bogdán Ádám ハンガリー語発音: [ˈboɡdaːn ˈaːdaːm] 、1987年9月27日 - ）は、ハンガリー・ブダペスト出身のプロサッカー選手。ハンガリーのフェレンツヴァーロシュ所属。ポジションは、ゴールキーパー。

## クラブ歴

### ヴァシャシュ
2005年7月、ネムゼティ・バイノクシャーグIのヴァシャシュSCに入団したが、出場機会に恵まれず、2007年2月に2部リーグのヴェチェーシFCにレンタル移籍をした。ヴェチェーシには同年6月まで在籍し、リーグ戦12試合に出場した。

### ボルトン・ワンダラーズ
2007年8月1日にイングランドのボルトン・ワンダラーズFCと2年契約を結び、2007年1月7日にボルトンとの契約をさらに2年延長した。
同年9月、フットボールリーグ2のクルー・アレクサンドラFCへレンタル移籍。トッテナム・ホットスパーFCからレンタル移籍中のデイヴィッド・バトンが負傷したため、彼の代わりとして1か月間の短期契約を結んだ。
ボルトンに復帰後、2010年8月に行われたフットボールリーグカップのサウサンプトンFC戦でトップチームデビュー、同年9月11日に行われたアーセナルFC戦でプレミアリーグデビューを果たすと、2011年3月にクラブとの契約をさらに2014年夏まで延長した。ボグダーンは正キーパーのユッシ・ヤースケライネンの控えという立場ながら、ボルトンが2010-11シーズンのFAカップにおいて準決勝進出を果たす上で重要な役割を担った。
2011-12シーズン、ヤースケライネンが太腿の怪我で戦列を離れると正キーパーを務め、ヤースケライネンの復帰後も正キーパーに定着した。
2012年11月29日、クラブとの契約期間を2015年夏まで延長した。その後、ボグダーンは2014-15シーズン終了までに公式戦120試合に出場した。
また、2012年にはボルトンの年間最優秀選手、2012年と2013年にはハンガリー年間最優秀サッカー選手賞を連続受賞した。

#### リヴァプール
2015年6月12日、ボルトンとの契約満了後、7月1日からリヴァプールFCにフリートランスファーで加入することが発表された。
同年9月23日に行われたフットボールリーグカップのカーライル・ユナイテッドFC戦で公式戦デビューをすると、PK戦において3本のシュートを防ぎ勝利に貢献したが、ベルギー代表のシモン・ミニョレが正キーパーとして定着しているため出場機会を獲得できずにいた。その後、ミニョレがハムストリングの怪我のため戦列を離れると同年12月20日に行われたプレミアリーグのワトフォードFC戦に出場したが、開始2分にミスから失点をすると0-3のスコアで敗れた。2015-16シーズンは最終的にリーグ戦2試合を含め、6試合の出場に止まった。

### ウィガン・アスレティック
2016年7月20日、EFLチャンピオンシップのウィガン・アスレティックFCにレンタル移籍することが発表された。契約期間は1年。同クラブでは正GKの座を掴んだが、11月18日に行われたバーンズリーFC戦で右膝前十字靭帯を断裂。全治6か月が見込まれたため、同月22日にローン期間を切り上げリヴァプールへ復帰した。

### ハイバーニアン
2018年7月2日、スコティッシュ・プレミアシップのハイバーニアンへ1年間のレンタル移籍。2018-19シーズン終了後、所属元のリヴァプールを退団した。

### フェレンツヴァーロシュ
2020年7月1日、ハンガリーに帰国しフェレンツヴァーロシュと契約を結んだ。

## 代表

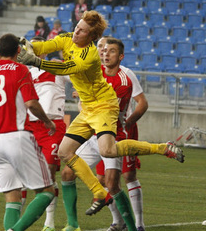
ハンガリー代表としてプレーするボグダーン（2011年）

代表レベルではU-21ハンガリー代表として2007年6月2日に行われたUEFA U-21欧州選手権2009予選のU-21ベラルーシ代表戦などに出場した。
ハンガリー代表としては2011年6月3日に行われたルクセンブルク代表戦でデビューをした。2014 FIFAワールドカップ・ヨーロッパ予選では正キーパーとして7試合に出場したが、2013年10月13日に行われたオランダ代表戦や、同年10月15日に行われたアンドラ代表戦の結果、本大会出場を逃した。
UEFA EURO 2016予選ではベテランのキラーイ・ガーボルに正キーパーの座を譲り、第2キーパーという立場となった。UEFA EURO 2016を控え2016年3月26日に行われたクロアチア代表との国際親善試合に出場したが、同年5月のオーストリア合宿の直前に代表から外れた。

## 個人成績
2020年9月30日現在
| クラブ                          | シーズン | リーグ                         | リーグ | リーグ | カップ | カップ | リーグカップ | リーグカップ | その他 | その他 | 合計 | 合計 |
| クラブ                          | シーズン | リーグ                         | 出場   | 得点   | 出場   | 得点   | 出場         | 得点         | 出場   | 得点   | 出場 | 得点 |
| ------------------------------- | -------- | ------------------------------ | ------ | ------ | ------ | ------ | ------------ | ------------ | ------ | ------ | ---- | ---- |
| ボルトン・ワンダラーズ          | 2009-10  | プレミアリーグ                 | —      | —      | —      | —      | —            | —            | —      | —      | —    | —    |
| ボルトン・ワンダラーズ          | 2010-11  | プレミアリーグ                 | 4      | 0      | 3      | 0      | 2            | 0            | —      | —      | 9    | 0    |
| ボルトン・ワンダラーズ          | 2011-12  | プレミアリーグ                 | 20     | 0      | 5      | 0      | 3            | 0            | —      | —      | 28   | 0    |
| ボルトン・ワンダラーズ          | 2012-13  | チャンピオンシップ             | 41     | 0      | —      | —      | —            | —            | —      | —      | 41   | 0    |
| ボルトン・ワンダラーズ          | 2013-14  | チャンピオンシップ             | 29     | 0      | —      | —      | —            | —            | —      | —      | 29   | 0    |
| ボルトン・ワンダラーズ          | 2014-15  | チャンピオンシップ             | 10     | 0      | 2      | 0      | 1            | 0            | —      | —      | 13   | 0    |
| ボルトン・ワンダラーズ          | 合計     | 合計                           | 104    | 0      | 10     | 0      | 6            | 0            | —      | —      | 120  | 0    |
| クルー・アレクサンドラ (loan)   | 2009-10  | リーグ1                        | 1      | 0      | —      | —      | —            | —            | —      | —      | 1    | 0    |
| リヴァプール                    | 2015-16  | プレミアリーグ                 | 2      | 0      | 1      | 0      | 3            | 0            | —      | —      | 6    | 0    |
| リヴァプール                    | 2017-18  | プレミアリーグ                 | —      | —      | —      | —      | —            | —            | —      | —      | —    | —    |
| リヴァプール                    | 合計     | 合計                           | 2      | 0      | 1      | 0      | 3            | 0            | —      | —      | 6    | 0    |
| ウィガン・アスレティック (loan) | 2016-17  | チャンピオンシップ             | 17     | 0      | —      | —      | —            | —            | —      | —      | 17   | 0    |
| ハイバーニアン (loan)           | 2018-19  | スコティッシュ・プレミアシップ | 18     | 0      | 1      | 0      | 1            | 0            | 5      | 0      | 25   | 0    |
| フェレンツヴァーロシュ          | 2020-21  | ネムゼティ・バイノクシャーグI  | 0      | 0      | 0      | 0      | 0            | 0            | 0      | 0      | 0    | 0    |
| 通算                            | 通算     | 通算                           | 142    | 0      | 12     | 0      | 10           | 0            | 5      | 0      | 169  | 0    |